# Era atómica

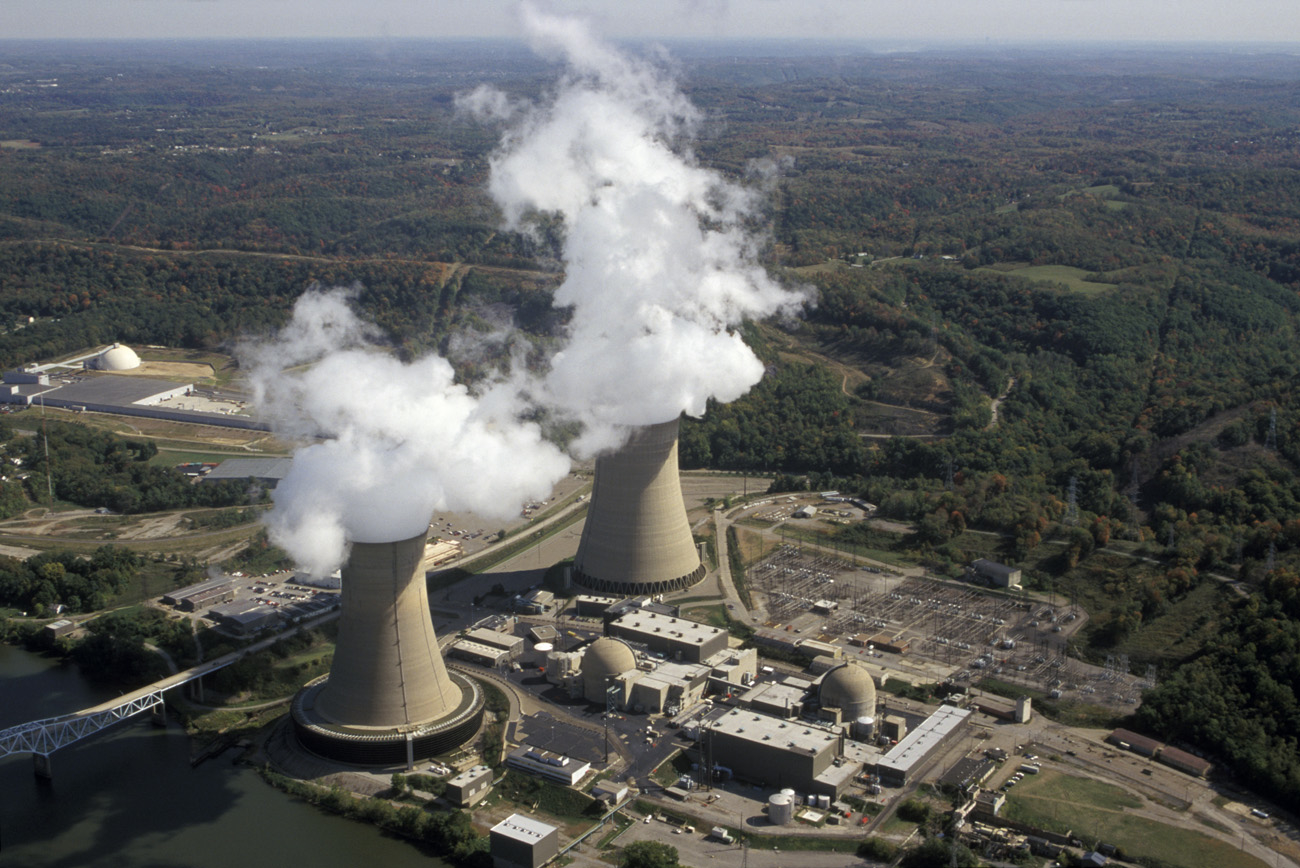
Central nuclear de Shippingport, Pensilvania (Estados Unidos).

La era atómica (también conocida como era nuclear) fue una expresión usada durante un tiempo en la década de 1950, en la que se creía que las fuentes de energía del futuro serían nucleares. La bomba atómica convertiría a todos los explosivos convencionales en redundantes y las centrales nucleares harían lo mismo con las fuentes de energía fósil, como el carbón o el petróleo. Había un sentimiento general de que todo usaría energía nuclear de alguna clase. Esto incluso pasaría con los automóviles, llevando a Ford a mostrar el concepto de Ford Nucleon al público en 1958.
En la década de 1960 el término fue perdiendo fuerza, pero el concepto se mantuvo. En la serie de televisión Thunderbirds, se presentó una serie de vehículos completamente nucleares, como se muestran en sus cómics. En 2001: una odisea en el espacio, incluso aparecía un bolígrafo atómico.
Los expertos predijeron que gracias a las centrales nucleares del futuro, la electricidad sería tan barata como el agua, o incluso más barata, y que los contadores de consumo eléctrico serían eliminados.
El término se empleó inicialmente con un sentido positivo, pero en la década de 1960 las amenazas consecuentes del desarrollo de armas nucleares habían empezado a ser la tecnología atómica más conocida. A finales de la década de 1970, la energía atómica se encontró con dificultades económicas y el rechazo público, que llegó a su clímax con los accidentes de Three Mile Island en 1979 y Chernóbil en 1986, que acabaron con las perspectivas de extender las aplicaciones de la industria nuclear. De esta forma, la expresión «edad atómica» hoy en día conlleva un sentimiento de nostalgia o de inocencia.